# Gola (gmina Prusice)
Gola (niem. Guhlan) – wieś w Polsce, położona w województwie dolnośląskim, w powiecie trzebnickim, w gminie Prusice.

## Podział administracyjny
W latach 1975–1998 miejscowość należała administracyjnie do województwa wrocławskiego.

## Demografia
Według Narodowego Spisu Powszechnego (III 2011 r.) liczyła 53 mieszkańców. Jest najmniejszą miejscowością gminy Prusice.